# 大鱷龜屬
大鱷龜屬（Macrochelys）是鱷龜科的一個屬，原產於美國東南部。它本來只有大鱷龜這一個現存種，2014年又分出幾個不同的種。

## 種
該屬現在有兩個種：

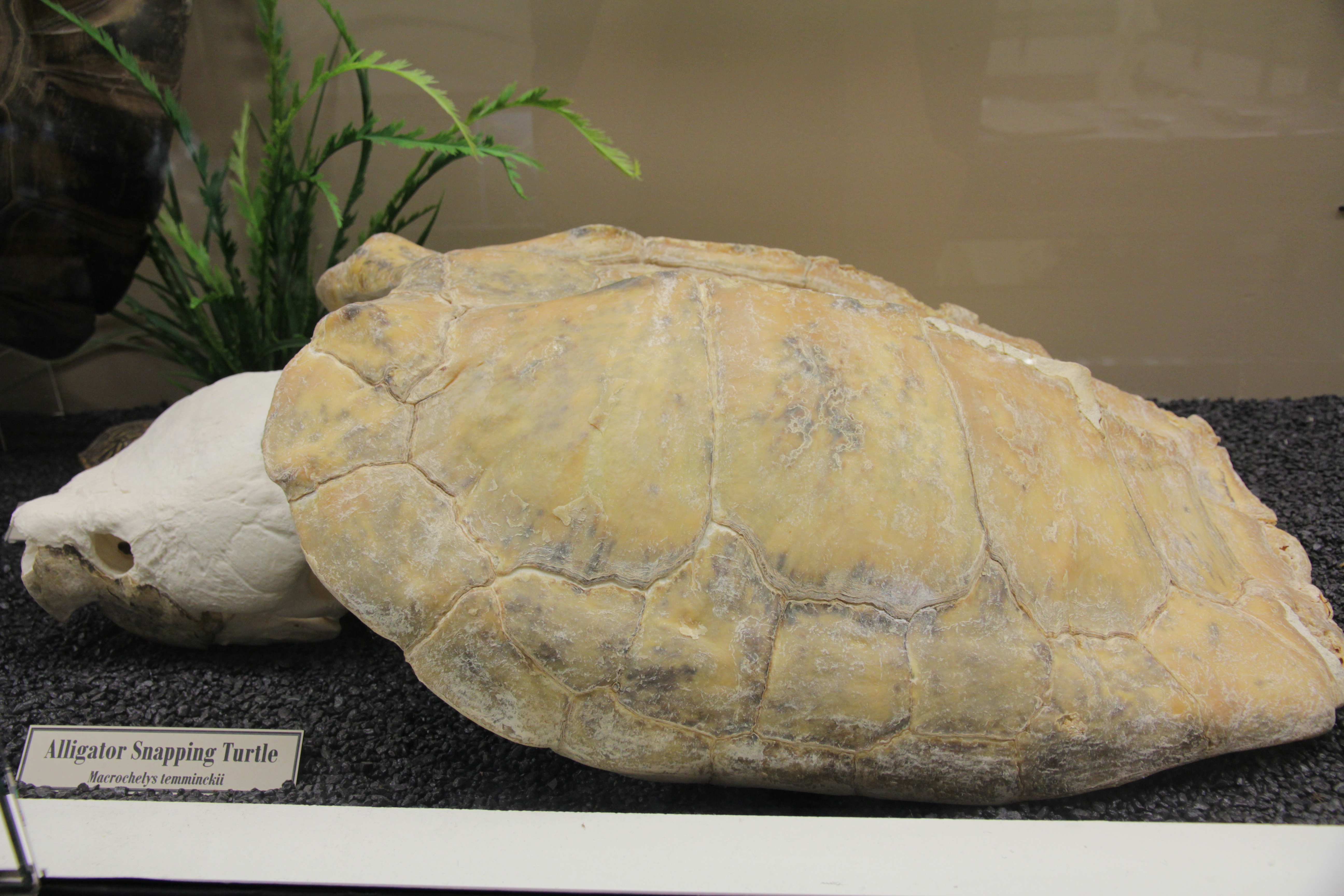
Macrochelys temminckii

- Macrochelys suwanniensis Thomas et al., 2014
- Macrochelys temminckii (Troost, 1835)

該屬的第三個種尚存疑：
- Macrochelys apalachicolae Thomas et al., 2014

此外，該屬還有兩個化石種：
- †Macrochelys auffenbergi Dobie, 1968（上新世中期的佛羅里達）
- †Macrochelys schmidti（上新世早中期的內布拉斯加）